# Henning Kronstam
Henning Anker Wad Kronstam (29. juni 1934 i København – 28. maj 1995 i København) var en dansk balletdanser og -instruktør. Han var en af sin tids mest betydelige solodansere ved Den Kongelige Ballet.
Efter uddannelse på Den Kongelige Ballet debuterede Henning Kronstam i 1952 i partiet som trommeslageren i balletten Graduation Ball af David Lichine. Sit store gennembrud fik han i 1955. Her dansede han poeten i Søvngængersken af George Balanchine og skabte rollen som Romeo i Romeo og Julie. Balletten blev koreograferet til Den Kgl. Ballet af Frederick Ashton. I en alder af blot tyve år gjorde dette parti ham til en stjerne, og det blev begyndelsen til en stor karriere. Kronstam dominerede ballettens repertoire i mere end 20 år, hvor han dansede mindst 120 partier, hvoraf over en tredjedel blev skrevet til ham.
Kronstam var balletmester Den Kongelige Ballet i perioden 1978–85. Han arrangerede i 1979 den første Bournonville-festival. Efter denne periode fortsatte han som instruktør ved teatret og lærer ved balletskolen. I 1991 medvirkede han i dokumentarfilmen Giselle.
Henning Kronstam er begravet på Bispebjerg Kirkegård i København.

## Filmografi
- Ballerina (1965)
- Giselle (1991)

## Fodnoter
1. ↑  Kronstam.com: Brief biography